# 紅磡市政大廈

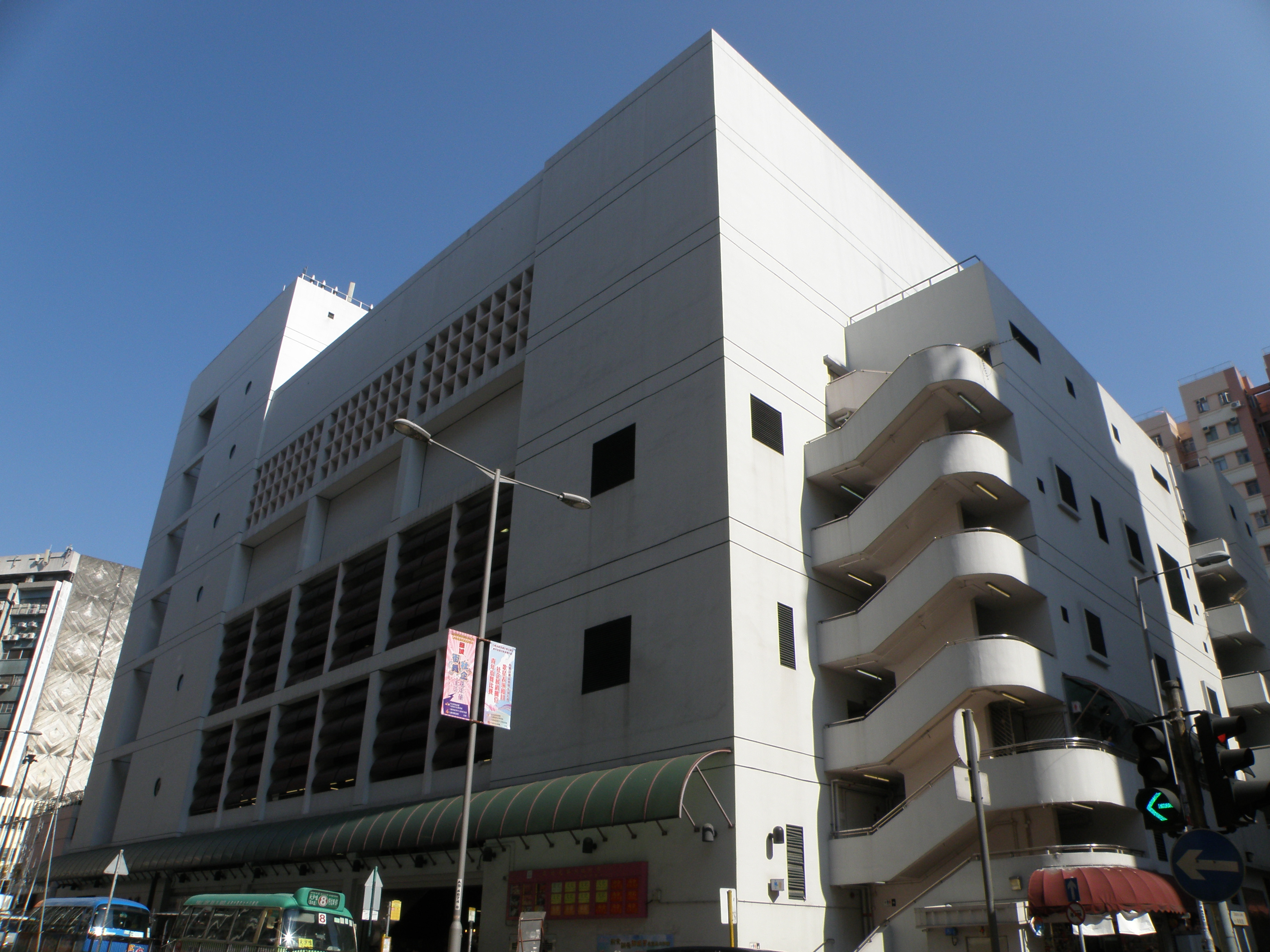
紅磡市政大廈

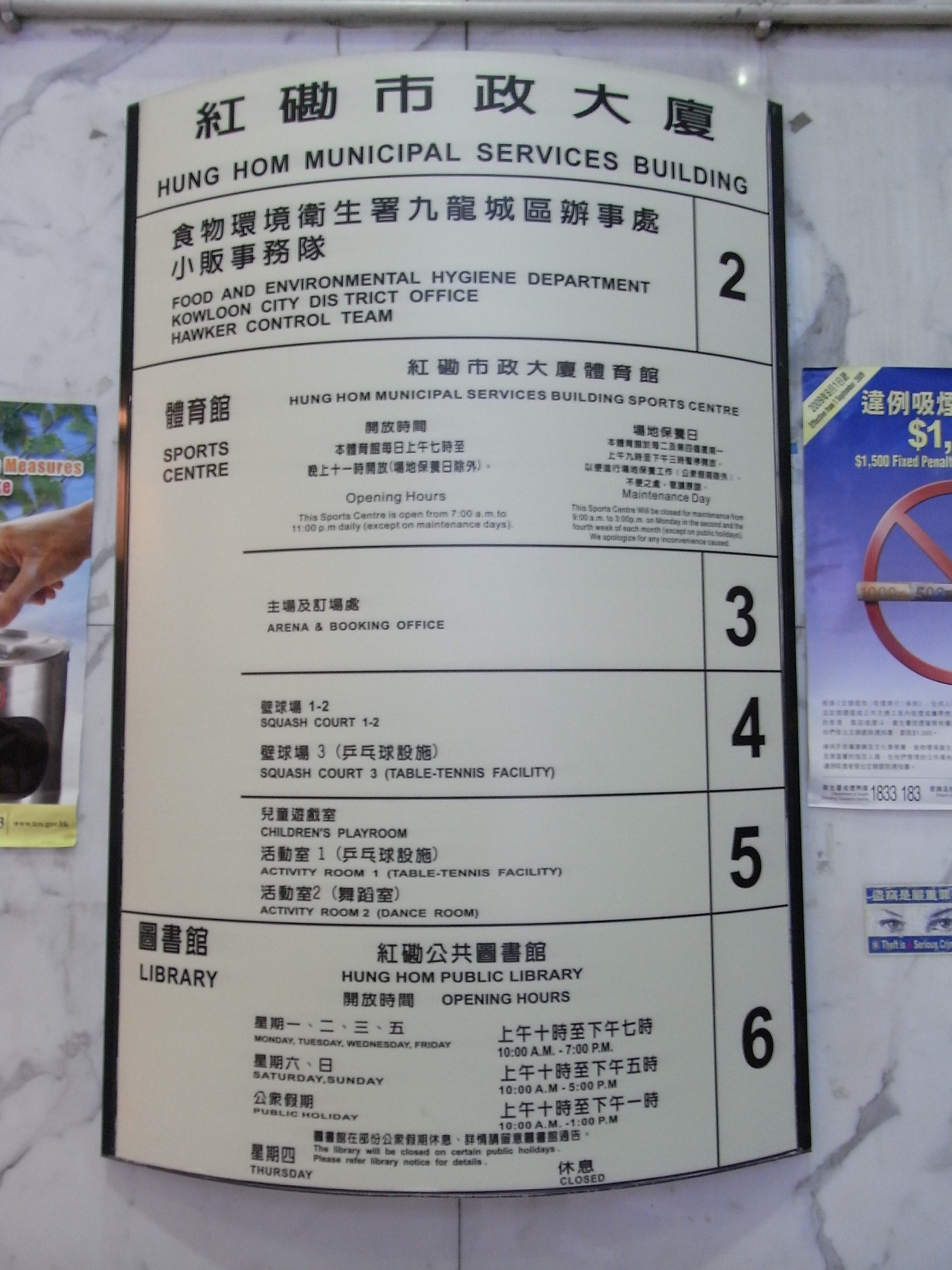
紅磡市政大廈指南

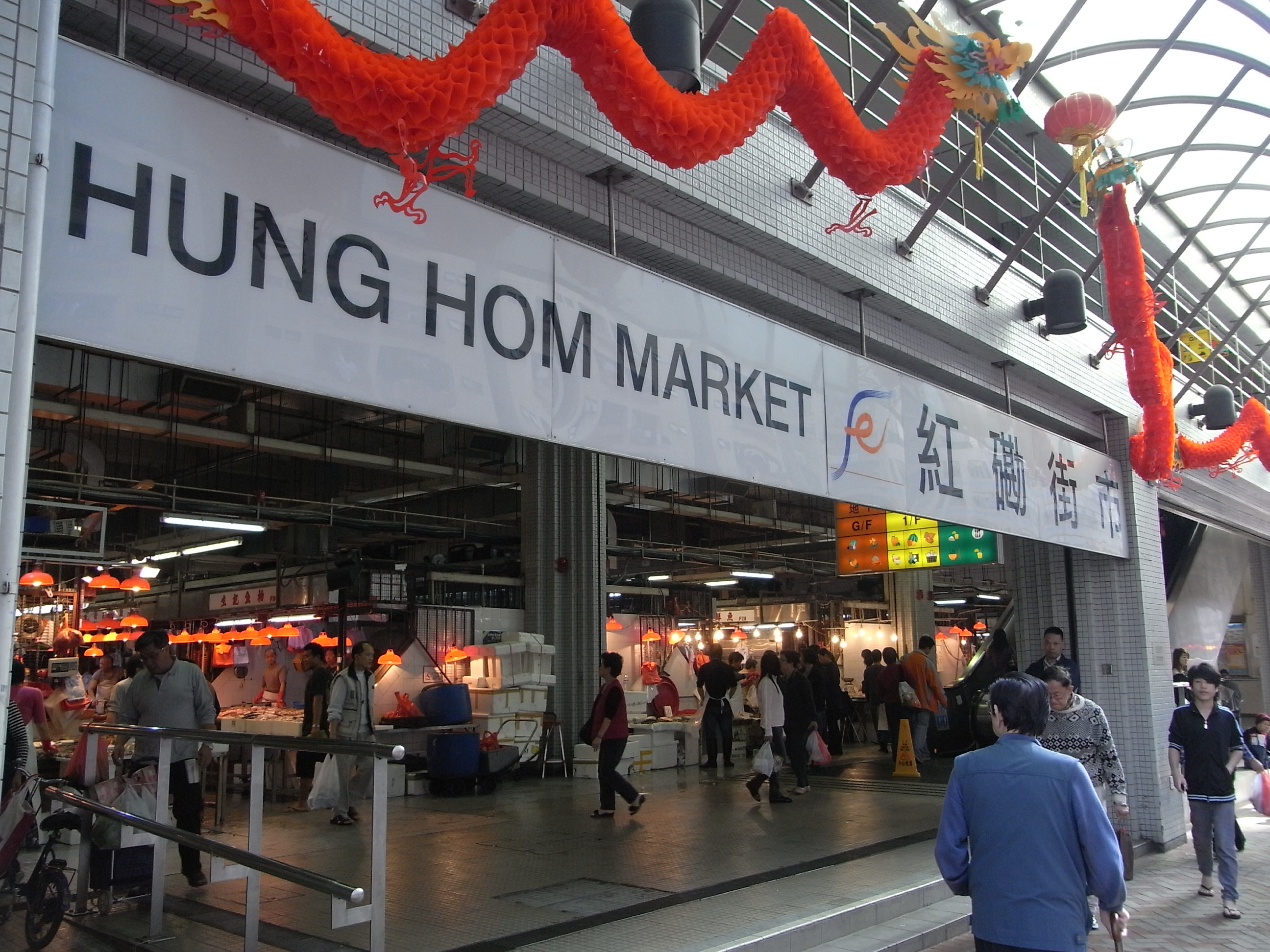
紅磡市政大廈紅磡街市入口

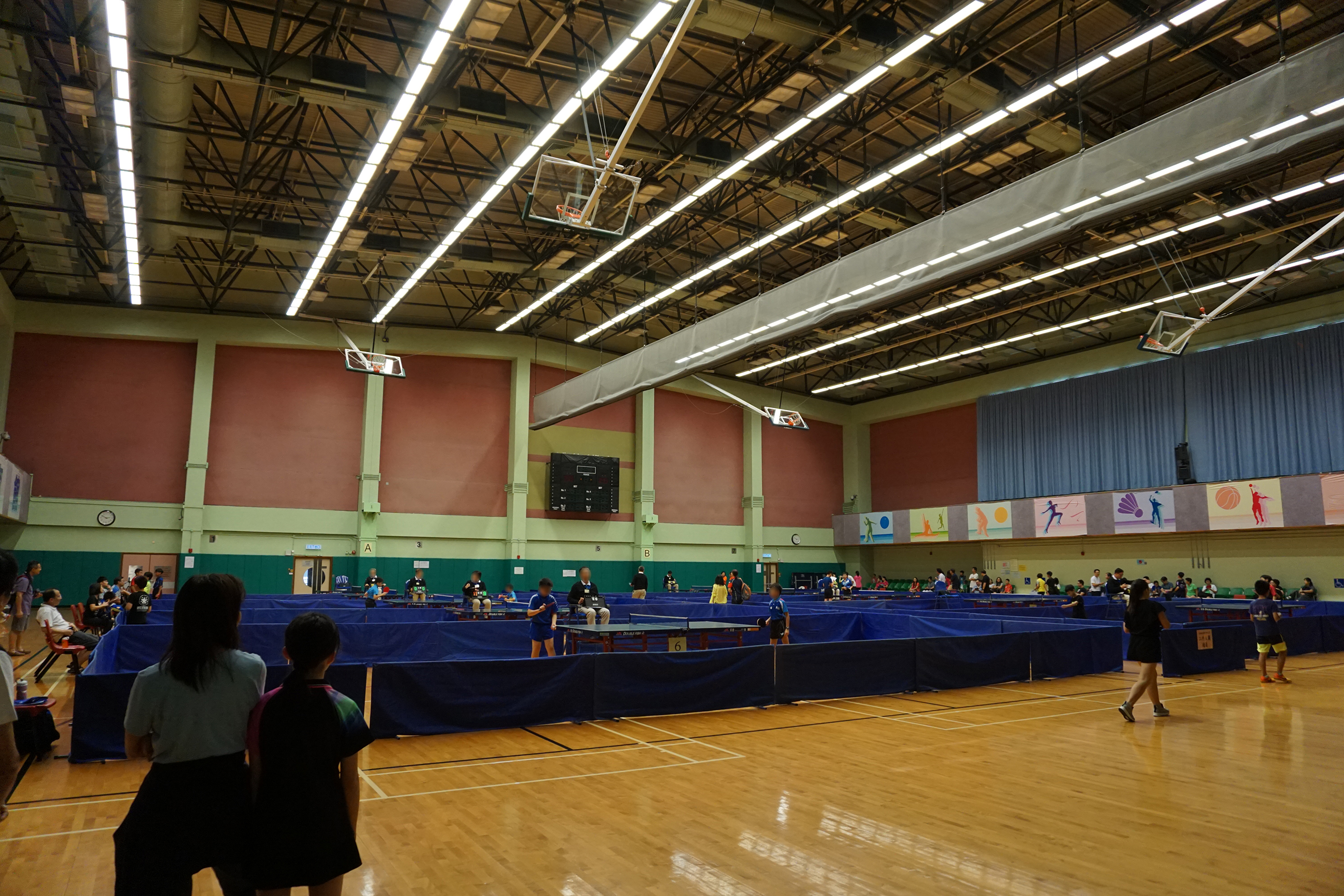
多用途主場

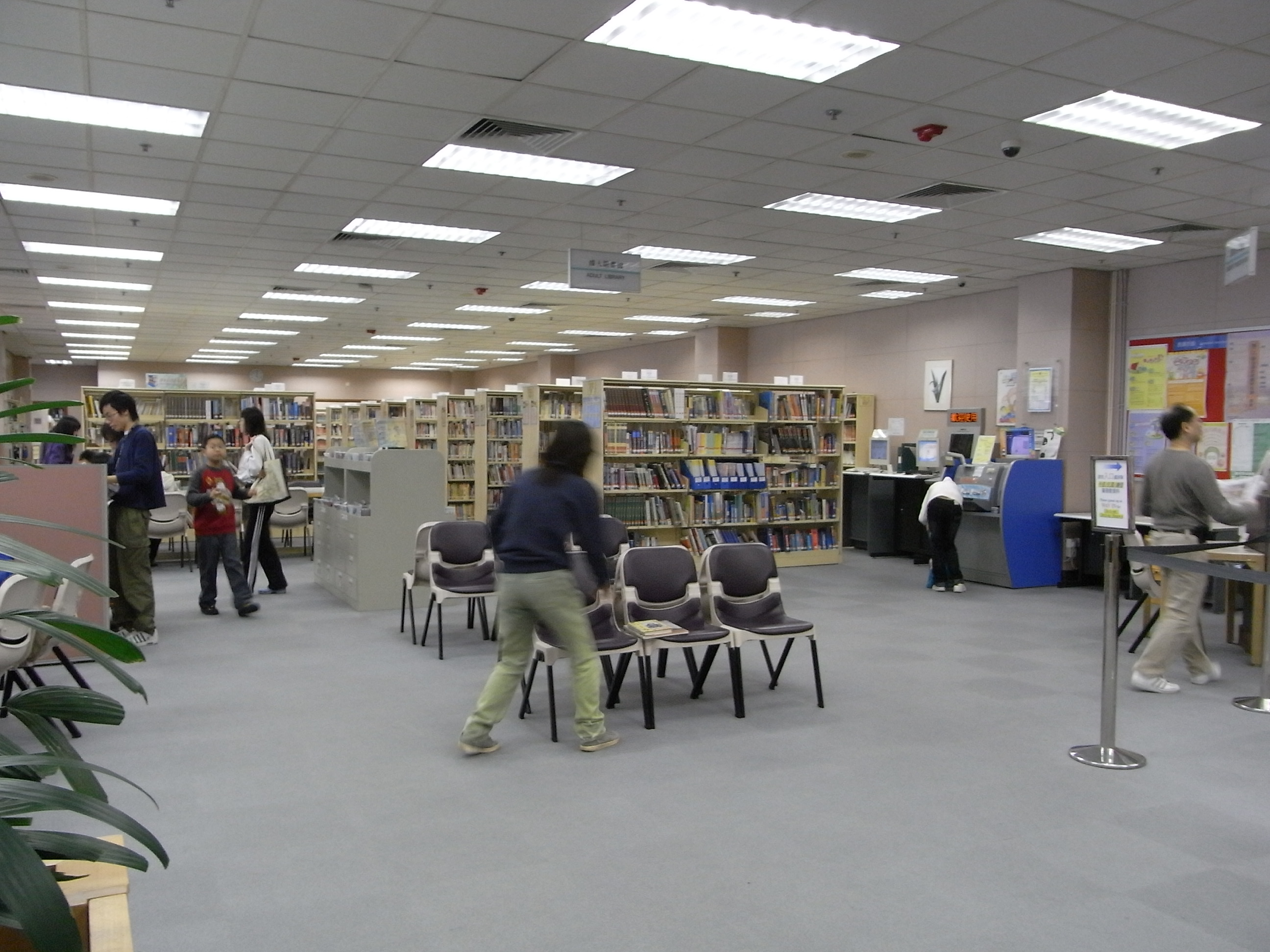
紅磡公共圖書館

紅磡市政大廈（英語：Hung Hom Municipal Services Building）是香港九龍紅磡一座多用途的市政大樓，位於大環馬頭圍道11號，於1996年4月15日啟用，為區內市民提供文娛康樂的設施。大廈地下及1樓為紅磡街市，2樓是紅磡街市熟食中心， 3至5樓為紅磡市政大廈體育館，6樓為紅磡公共圖書館。

## 紅磡街市熟食中心
位於紅磡市政大廈2樓。

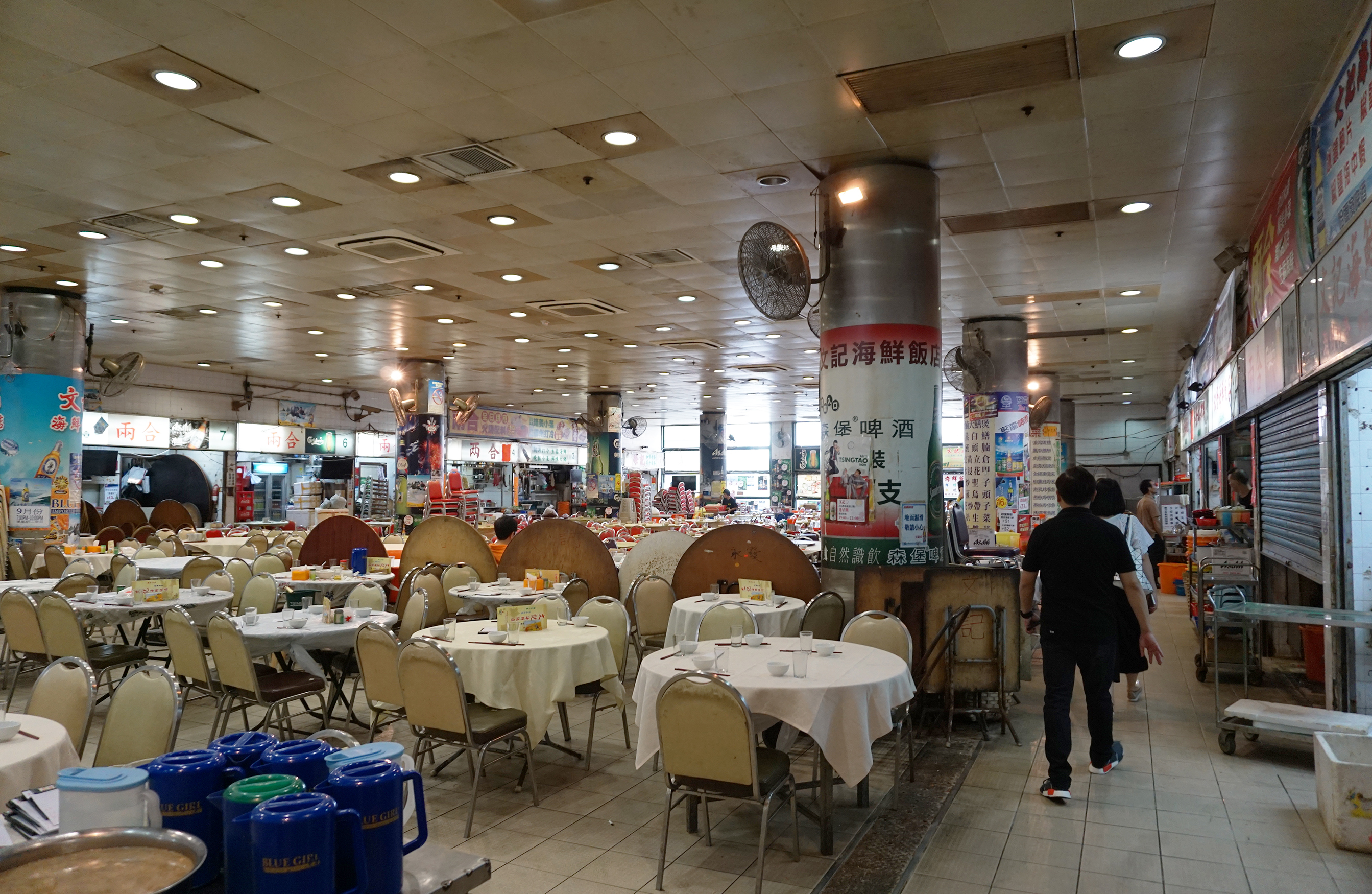
熟食中心內貌

## 紅磡市政大廈體育館
位於紅磡市政大廈3至5樓，於1996年4月15日啟用。香港其他位於市政大廈內的體育館，均以「地方名+體育館」的方式命名，然而由於「紅磡體育館」一名已成為位於紅磡站旁的香港體育館之常用別稱，為免引起混淆，此館便定名為「紅磡市政大廈體育館」。設施包括多用途主場（可提供2個籃球場／排球場或8個羽毛球場）、舞蹈室、兒童遊戲室、健身室、設有2張乒乓球桌的活動室、2個壁球室和1個乒乓球室。

## 紅磡公共圖書館
位於紅磡市政大廈6樓，設成人圖書館、兒童圖書館及報刊閱覽服務。

## 外部連結
- 紅磡市政大廈體育館 （页面存档备份，存于）
- GovHK香港政府一站通：地區